# 美女木東
美女木東（びじょぎひがし）は、埼玉県戸田市の町名。現行行政地名は美女木東一丁目および二丁目。郵便番号は335-0032（蕨郵便局管区）。

## 地理
戸田市の北部に位置する。東側に笹目川が流れる。

## 歴史

### 沿革
- 1973年（昭和48年） - 北部第一区画整理事業が開始。
- 1987年（昭和62年）4月22日 - 大字美女木の一部、大字下笹目の一部、大字惣右衛門の北部から美女木東一丁目および二丁目が成立[4]。
- 1993年（平成5年）3月 - 区画整理事業が完成。
- 2021年（令和3年）11月1日 - 大字美女木の字向田の一部（外環道より南）が美女木東一丁目に編入される[5]。

## 世帯数と人口
2017年（平成29年）10月1日現在の世帯数と人口は以下の通りである。
| 丁目                   | 世帯数    | 人口    |
| ---------------------- | --------- | ------- |
| 美女木東一丁目・二丁目 | 1,194世帯 | 2,254人 |

## 小・中学校の学区
市立小・中学校に通う場合、学区（校区）は以下の通りとなる。
| 丁目           | 番地 | 小学校               | 中学校             |
| -------------- | ---- | -------------------- | ------------------ |
| 美女木東一丁目 | 全域 | 戸田市立美女木小学校 | 戸田市立笹目中学校 |
| 美女木東二丁目 | 全域 | 戸田市立美女木小学校 | 戸田市立笹目中学校 |

## 交通

### 鉄道
北東部を東北新幹線が掠っているが駅はない。同線と並行する埼京線の北戸田駅が最寄り駅となっている。

### 道路
- 東京外環自動車道
  - 戸田東インターチェンジ
- 国道298号
- 埼玉県道79号朝霞蕨線
- イオンわくわく通り

## 施設
- イオンモール北戸田
- 日本銀行戸田分館
- 国際興業バス戸田営業所
- 北戸田住宅
- 戸田美女木東郵便局